# Коронавірусна хвороба 2019 у Кот-д'Івуарі
Спалах коронавірусної хвороби 2019 у Кот-д'Івуарі — це поширення пандемії коронавірусної хвороби 2019 на територію Кот-д'Івуару. Перший випадок хвороби в країні зареєстровано 11 березня 2020 року в Абіджані.

## Хронологія

### Березень 2020 року
11 березня в Кот-д'Івуарі зареєстровано перший випадок коронавірусної хвороби в івуарійця, який повернувся з Італії. Перший хворий у країні знаходився на лікуванні в університетській лікарні Трейчвіля в Абіджані і вилікувався за п'ять днів. Кілька людей, які контактували з інфікованою особою, були ідентифіковані та підлягали подальшому спостереженню, як повідомив міністр охорони здоров'я країни. Населення країни отримало рекомендацію «зберігати спокій» та «поважати запобіжні заходи, що застосовуються». У Кот-д'Івуарі встановлено безкоштовний номер екстреної служби (143 або 101) для дзвінків осіб з підозрою на коронавірусну хворобу. Для обмеження розповсюдження хвороби також створено кілька прикордонних контрольних служб.
12 березня чоловік, який напередодні отримав позитивний тест на коронавірус, інфікував свою дружину, унаслідок чого кількість випадків хвороби в країні зросла до 2.
14 березня підтверджені нові випадки хвороби, унаслідок чого кількість випадків у країні зросла до 4.
16 березня уряд країни повідомив, що загальна кількість підтверджених випадків у країні зросла до 6, а хворий, якому діагноз виставлено 11 березня, одужав. Уряд Кот-д'Івуару оголосив, що країна на 15 днів призупиняє авіасполучення з країнами, де виявлено більш ніж 100 випадків хвороби, за винятком в'їзду до Кот-д'Івуару його громадян або постійних мешканців. Усі школи в країні закриті початково на 30 днів.
18 березня у країні виявлено ще 3 випадки хвороби, загальна кількості випадків у країні зросла до 9.
20 березня уряд країни повідомив про виявлення ще 5 випадків хвороби, загальна кількість випадків зросла до 14. Того ж дня уряд вирішив закрити всі кордони країни з опівночі 22 березня на невизначений термін.
21 березня підтверджено ще 3 випадки хвороби.
22 березня підтверджено ще 8 нових випадків хвороби, загальна кількість випадків зросла до 25.
23 березня у Кот-д'Івуарі оголошено надзвичайний стан. Президент країни Алассан Уаттара заборонив в'їзд та виїзд з Абіджану з 26 березня, за винятком спеціального дозволу, проте вступ у силу цього рішення відкладено до 29 березня. Президент своїм указом також закрив усі бари та розважальні заклади на території країни, та запровадив загальнонаціональну комендантську годину щодня з 21:00 до 5:00 години.
24 березня підтверджено ще 48 нових випадків хвороби, унаслідок чого загальна кількість випадків у країні зросла до 73.
25 березня у країні підтверджено 7 нових випадків хвороби, унаслідок чого загальна кількість випадків у країні зросла до 80.
26 березня у країні підтверджено 16 нових випадків хвороби, унаслідок чого загальна кількість випадків у країні зросла до 96.
27 березня підтверджено 5 нових випадків хвороби, унаслідок чого загальна кількість випадків хвороби перевищила 100, та становила 101 випадок, 2 хворих одужали, загальна кількість одужань зросла до 3. 58-річна хвора цукровим діабетом, яка перебувала в комі з 25 березня, стала першою померлою від коронавірусної хвороби в країні.
28 березня підтверджено 39 нових випадків, унаслідок чого загальна кількість хворих у країні зросла до 140.
29 березня підтверджено 25 нових випадків хвороби, загальна кількість випадків зросла до 165. У країні зареєстровано першу смерть від коронавірусної хвороби, один хворий одужав, унаслідок чого кількість одужань зросла до 4. З 29 березня до 15 квітня заборонено траспортне сполучення між Абіджанською агломерацією та рештою країни. У виключних випадках дозволено перевезення харчування, ліків, палива, проведення медичної евакуації, забезпечення комунальних послуг, та використання транспортних засобів із спеціальним дозволом.
30 березня у країні зареєстровано 3 нових випадки хвороби, унаслідок чого загальна кількість випадків хвороби зросла до 168. У країні зареєстровано 2 одужання, унаслідок чого загальна кількість одужань зросла до 6.
31 березня кількість підтверджених випадків в країні зросла на 11 до 179, сім хворих з яких одужали.

### Квітень 2020 року
1 квітня зареєстровано 11 нових випадків хвороби, загальна кількість випадків зросла до 190. Зареєстровано 2 нових випадки одужання, унаслідок чого загальна кількість одужань зросла до 9.
2 квітня зареєстровано більше випадків одужань (6), ніж нових випадків хвороби (4). Загальна кількість підтверджених випадків зросла до 194, загальна кількість одужань до 15.
3 квітня загальна кількість випадків хвороби зросла до 218 після виявлення 24 нових випадків, зареєстровано 4 нових одужання, загальна кількість одужань зросла до 19. Нові випадки включали перші зареєстровані випадки в Буаке та Субре.
4 квітня зареєстровано 27 нових випадків хвороби, унаслідок чого кількість випадків зросла до 245. Перші підтверджені випадки хвороби зареєстровані у Сан-Педро та Тулепле. Загальна кількість одужань зросла на 6 до 25.
5 квітня підтверджено 16 нових випадків хвороби. Двоє госпіталізованих хворих померли, а 12 хворих одужали. Загальна кількість випадків хвороби зросла до 261, в країні зареєстровано 3 смерті та 37 одужань.
6 квітня в країні зареєстровано 62 нових випадки хвороби та 4 одужання. З 62 нових випадків 58 були в Абіджані та 4 в Адіаке. Міністр оборони країни Хамед Бакайоко повідомив, що він є одним із нових хворих. З початку епідемії в країні підтверджено 323 випадки хвороби, з яких 41 одужав, а 3 померли. Міністерство охорони здоров'я опублікувала список місць, в Абіджані і навколо нього, де проводиться тестування на коронавірус: Йопугон, Абобо, Маркорі, Кумасі і Порт-Буе; та місць лікування хвороби: Трічвіль, Кокоді, Гранд-Бассам, Юпугон, Абіджан та Аньяма; місця карантин (Маркорі); місць проведення аналізів (Інститут Пастера в Абіджані). Це повідомлення призвело до жорстких акцій протесту в Юпугоні та Кумасі.
7 квітня в країні зареєстровано 26 нових випадків хвороби, загальна кількість випадків зросла до 349.
8 квітня зареєстровано 35 нових випадків хвороби, загальна кількість випадків зросла до 384. Кількість одужань зросла на 7 до 48.
9 квітня зареєстровано 60 нових випадків хвороби, загальна кількість випадків зросла до 444. Зареєстровано 4 нових одужання, загальна кількість одужань досягла 52. Рада національної безпеки провела позачергове засідання, та вирішила запровадити обов'язкове носіння масок для обличчя в агломерації Абіджана.
10 квітня зареєстровано 36 нових випадків хвороби та 2 одужання.
11 квітня кількість випадків хвороби зросла на 53 до 533. Кількість одужань зросла на 4 до 58. Кількість померлих зросла на 1 до 4.
12 квітня зареєстровано 41 новий випадок хвороби, загальна кількість випадків зросла до 574. Загальна кількість одужань зросла до 85. Кількість померлих зросла до 5.
13 квітня зареєстровано 52 нові випадки хвороби, унаслідок чого загальна кількість випадків зросла до 626. Загальна кількість одужань зросла до 89. Кількість померлих зросла до 6.
14 квітня одужало хворих вдвічі більше (25), ніж підтверджених нових випадків хвороби (12). Загальна кількість випадків хвороби зросла до 638, загальна кількість одужань зросла до 114.
15 квітня одужало вдвічі більше (32), ніж підтверджених нових випадків хвороби (16). Загальна кількість випадків хвороби зросла до 654, загальна кількість одужань зросла до 146. Уряд країни продовжив дію надзвичайного стану до 30 квітня, а закриття всіх шкіл — до 17 травня.
16 квітня зареєстровано 34 нових випадки хвороби, загальна кількість випадків зросла до 688. Зареєстровано 47 нових одужань, загальної кількості одужань зросла до 193. Керівник президентської адміністрації країни Патрік Ачі повідомив, що він отримав позитивний тест на коронавірус.
17 квітня зареєстровано 54 нових випадки хвороби, 27 хворих одужали. Загальна кількість випадків зросла до 742, загальна кількість одужань зросла до 220.
18 квітня зареєстровано 59 нових випадків хвороби, 19 одужань та дві смерті. Загальна кількість випадків зросла до 801, загальна кількість одужань зросла до 239, загальна кількість одужань зросла до 8.
19 квітня зареєстровано 46 нових випадків хвороби, 21 одужання та одна смерть. Загальна кількість підтверджених випадків становила 847, з яких 260 одужали та 9 померли. Усі 9 смертей та 793 всіх підтверджених випадків сталися в Абіджані. Решта 54 підтверджених випадків були зареєстровані в 12 регіонах: Суд-Комое (24); Сан-Педро (9); Тонкпі (5); Гбеке (4); Гемон (2); Марахуе (2); Нава (2); Поро (2); Каваллі (1); Гбокле (1); Верхня Сасандра (1); Ла-Ме (1).
20 квітня зареєстровано 32 нових випадки хвороби, загальна кількість випадків зросла до 879. 27 хворих одужали, унаслідок чого загальна кількість одужань зросла до 287. Кількість померлих зросла до 10.
21 квітня зареєстровано 37 нових випадків хвороби та 16 одужань. Загальна кількість випадків зросла до 916, загальна кількість одужань зросла до 303. Кількість померлих зросла до 13.
22 квітня зареєстровано 36 нових випадків хвороби, загальна кількість випадків зросла до 952. Кількість одужань зросла до 310, кількість померлих зросла до 14.
23 квітня загальна кількість випадків хвороби зросла до 1004, збільшившись на 52 порівняно з попереднім днем, кількість одужань зросла до 359.
24 квітня зареєстровано 73 нових випадки хвороби та 60 одужань. Загальна кількість випадків хвороби зросла до 1077, 419 з яких одужали. Існуюча нічна комендантська година була продовжена до 8 травня.
25 квітня зареєстровано 34 нових випадки хвороби, унаслідок чого загальна кількість випадків зросла до 1111. За добу одужали 30 хворих, загальної кількість одужань зросла до 449.
26 квітня зареєстровано 39 нових випадків хвороби, унаслідок чого загальна кількість випадків зросла до 1150, з них 468 одужали (на 19 більше, ніж напередодні).
27 квітня зареєстровано 14 нових випадків хвороби, унаслідок чого загальна кількість випадків зросла до 1164. За добу одужав 31 хворий, загальна кількість одужань зросла до 499.
28 квітня зареєстровано 19 нових випадків хвороби та 26 одужань. Загальна кількість підтверджених випадків зросла до 1183, з них 525 одужали.
29 квітня зареєстровано 55 нових випадків хвороби, загальна кількість зросла 1238. За добу 32 пацієнта одужали, загальна кількості одужань зросла до 557.
30 квітня зареєстровано 37 нових випадків хвороби і 17 одужань. Загальна кількість випадків зросла до 1275, загальна кількість одужань зросла до 574. Активних випадків хвороби нараховувалось 687, що на 282 % більше, ніж на початок квітня.

### Травень 2020 року
1 травня зареєстровано 58 нових випадків хвороби, внаслідок чого загальна кількість випадків хвороби зросла до 1333. 23 хворих одужали, загальна кількість одужань зросла до 597. Кількість померлих зросла до 15.
2 травня виявлено 29 нових випадків хвороби, за добу одужали 25 хворих. Загальна кількість випадків хвороби зросла до 1362, кількість одужань зросла до 622.
3 травня зареєстровано 2 смерті, 36 нових випадків хвороби, та 31 одужання. Загальна кількість підтверджених випадків зросла до 1398, з них 653 одужали та 17 померли.
4 травня зареєстровано 34 нових випадки хвороби, внаслідок чого загальна кількість випадків хвороби зросла до 1432. За добу одужали 40 хворих, унаслідок чого загальна кількість одужань зросла до 693.
5 травня зареєстровано 32 нових випадки хвороби, за добу одужали 8 хворих. На 5 травня в країні було зареєстровано 1464 випадки хвороби. Кількість померлих зросла до 18.
6 травня зареєстровано 52 нових випадки хвороби, внаслідок чого загальна кількість випадків хвороби зросла до 1516. Кількість одужань зросла на 20 до 721.
7 травня зареєстровано 55 нових випадків хвороби, внаслідок чого загальна кількість випадків зросла до 1571. Кількість одужань зросла на 21 до 742. Кількість померлих зросла до 20. Уряд повідомив, що карантинні обмеження за межами великого Абіджана будуть зняті наступного дня, включаючи відкриття шкіл. У Абіджані обмеження діятимуть до 15 травня з поправкою часу нічної комендантської години від 23 години ночі до 4 години ранку від 8 травня.
8 травня зареєстровано 31 новий випадок хвороби, внаслідок чого загальна кількість випадків зросла до 1602. Кількість одужань зросла до 754, збільшившись на 12 у порівнянні з попереднім днем.
9 травня зареєстровано 65 нових випадків хвороби, загальну кількість випадків зросла до 1667. 15 хворих одужали, загальна кількість одужань зросла до 769. Кількість померлих зросла до 21.
10 травня зареєстровано 33 нових випадків хвороби та 25 одужань, загальна кількість випадків зросла до 1700, загальної кількості одужань зросла до 794.
11 травня зареєстровано 30 нових випадків хвороби та 24 одужань. Загальна кількість випадків зросла до 1730, загальна кількість одужань зросла до 818.
12 травня зареєстровано 127 нових випадків хвороби, що стало найбільшою кількістю випадків хвороби за один день, унаслідок цього загальна кількість випадків зросла до 1857. Загальна кількість одужань зросла до 820.
13 травня зареєстровано 55 випадків хвороби, 82 одужання та 3 смерті. Загальна кількість випадків зросла до 1912, з них 902 одужали та 24 померли. З 24 померлих 4 були у віці від 31 до 40 років, 3 у віці 41–50 років, а 17 у віці 51 рік і старше.
14 травня зареєстровано 59 випадків хвороби, загальної кількості випадків зросла до 1971. 28 хворих одужали, збільшивши загальну кількість одужань до 930. Було оголошено, що нічна комендантська година в Абіджані закінчиться 15 травня.
15 травня загальна кількість випадків хвороби в країні збільшилась на 46 до 2017. Кількість одужань зросла на 12 до 942.
16 травня зареєстровано 44 нових випадки хвороби, внаслідок чого загальна кількість випадків хвороби зросла до 2061. 45 хворих одужали, внаслідок чого загальна кількість одужань зросла до 987. Кількість померлих зросла до 25.
17 травня зареєстровано 48 нових випадків хвороби, внаслідок чого загальна кількість випадків хвороби зросла до 2109. 17 хворих одужали, загальна кількість одужань зросла до 1004. Кількість померлих зросла до 27.
18 травня зареєстровано 10 нових випадків хвороби, загальну кількість випадків зросла до 2119. Кількість одужань зросла на 36 до 1040. Кількість померлих зросла до 28.
19 травня було зареєстровано 34 нових випадки хвороби, 10 хворих одужали. Загальна кількість випадків хвороби зросла до 2153, загальна кількість одужань зросла до 1050.
20 травня кількість випадків хвороби зросла на 78 до 2231, кількість одужань зросла на 33 до 1083. Кількість померлих зросла до 29.
21 травня зареєстровано 70 нових випадків хвороби та 17 нових випадків одужання. Загальна кількість випадків хвороби в країні зросла до 2301, з них 1100 одужали.
22 травня зареєстровано 40 нових випадків хвороби та 46 нових одужань. Загальна кількість випадків хвороби зросла до 2341, з них 1146 одужали.
23 травня зареєстровано 25 нових випадків хвороби, 42 нових одужання та одна смерть. Загальна кількість випадків хвороби зросла до 2366, з них 1188 одужали, а 30 померли.
24 травня зареєстровано 10 нових випадків хвороби та 31 нове одужання. Загальна кількість випадків хвороби зросла до 2376, з них 1219 одужали.
25 травня зареєстровано 47 нових випадків хвороби та 38 нових одужань. Загальна кількість випадків зросла до 2423, одужали 1257 хворих.
26 травня зареєстровано 54 нові випадки хвороби та 29 випадків одужання. Загальна кількість випадків зросла до 2477, одужали 1286 хворих.
27 травня зареєстровано 79 нових випадків хвороби, загальна кількість випадків зросла до 2556. 16 хворих одужали, загальна кількість одужань зросла до 1302. Кількість померлих зросла до 31.
28 травня зареєстровано 85 нових випадків хвороби, загальна кількість випадків зросла до 2641. Одужали 24 хворих, загальна кількість одужань зросла до 1326. Кількість померлих зросла до 32.
29 травня зареєстровано 109 нових випадків хвороби та 44 одужання, загальна кількість випадків зросла до 2750, кількість одужань зросла до 1370.
30 травня зареєстровано 49 нових випадків хвороби, внаслідок чого загальна кількість випадків зросла до 2799. Кількість одужань зросла на 15 до 1385. Кількість померлих зросла до 33.
31 травня зареєстровано 34 нові випадки хвороби та 50 нових одужань. З початку епідемії у 2833 осіб зареєстровано позитивний тест на коронавірус, з них 1435 одужали. На кінець місяця зареєстровано 1365 активних випадків хвороби, що на 89 % більше, ніж на початку травня. Того ж дня жителі району Йопугон в Абіджані зруйнували центр тестування, який ще будувався.

### Червень 2020 року
1 червня зареєстровано 118 нових випадків хвороби, 32 хворих одужали. Загальна кількість випадків хвороби зросла до 2951, з них 1467 одужали.
2 червня зареєстровано 73 нових випадки хвороби, загальна кількість випадків зросла до 3024. Кількість одужань збільшилась на 34 до 1501.
3 червня зареєстровано 86 нових випадків хвороби, 29 одужань та 2 смерті. Загальна кількість хворих досягла 3110, з них 1530 одужали та 35 померли.
4 червня зареєстровано 152 нових випадки хвороби, найбільша кількість випадків за добу в країні на цей день, та 54 одужання. Загальна кількість випадків хвороби зросла до 3262, з них 1584 одужали.
5 червня зареєстровано 169 нових випадків хвороби, найбільша кількість випадків за добу в країні на цей день, 20 одужань та одна смерть. Загальна кількість випадків хвороби зросла до 3431, з них 1604 одужали та 36 померли.
6 червня зареєстровано 126 нових випадків хвороби та 146 одужання. Загальна кількість випадків хвороби зросла до 3557, з яких 1750 одужали.
7 червня зареєстровано 182 нових випадки хвороби, найбільша кількість випадків за добу в країні на цей день, та 68 одужань. Загальна кількість випадків хвороби зросла до 3739, з них 1818 одужали.
8 червня зареєстровано 142 нових випадки хвороби, 51 одужання та 2 смерті. Загальна кількість випадків хвороби зросла до 3881, з них 1869 одужали та 38 померли.
9 червня зареєстровано 114 нових випадків хвороби та 176 одужань. Загальна кількість випадків хвороби зросла до 3995, з них 2045 одужали.
10 червня зареєстровано 186 нових випадків хвороби, найбільша кількість випадків за добу в країні на цей день, загальна кількість випадків хвороби зросла до 4181. Кількість одужань зросла до 2174. Кількість померлих зросла до 41.
11 червня зареєстровано 223 нових випадків хвороби, найбільша кількість випадків хвороби в країні на цей день, загальну кількість випадків хвороби зросла до 4404. Кількість одужань зросла на 38 до 2212.
12 червня було зареєстровано 280 нових випадків, найбільша кількість випадків хвороби в країні на цей день, загальна кількість випадків хвороби зросла до 4684. Кількість одужань зросла на 51 до 2263. Кількість померлих зросла на 4 до 45, що стало найбільшим зростанням на цей день.
13 червня зареєстровано 164 нових випадків хвороби, загальна кількість випадків зросла до 4848. Кількість одужань зросла на 134 до 2397.
14 червня зареєстровано 236 нових випадків хвороби та 108 одужання. З початку спалаху у 5084 осіб підтверджено позитивний тест на коронавірус, з яких 2505 одужали.
15 червня зареєстровано 355 нових випадків хвороби, найбільша кількість випадків хвороби в країні на цей день, загальна кількість випадків хвороби зросла до 5439. Кількість одужань зросла на 85 до 2590. Кількість померлих зросла до 46.
16 червня зареєстровано 240 нових випадків хвороби, загальна кількість випадків зросла до 5679. Кількість одужань зросла на 47 до 2637.
17 червня зареєстровано 384 нових випадків хвороби, найбільша кількість випадків хвороби в країні за добу на цей день, загальна кількість випадків хвороби зросла до 6063. Кількість одужань збільшилася на 112 до 2749. Кількість померлих зросла до 48.
18 червня зареєстровано 381 новий випадок хвороби, загальну кількість випадків зросла до 6444. 114 хворих одужали, загальної кількість одужань зросла до 2863. Кількість одужань зросла до 49.
19 червня зареєстровано 430 нових випадків хвороби, найбільша кількість випадків хвороби в країні за добу на цей день, загальна кількість випадків хвороби зросла до 6874. Кількість одужань зросла на 79 до 2942.
20 червня зареєстровано 402 нових випадків хвороби та 50 одужань, загальна кількість випадків хвороби зросла до 7276, кількість одужань зросла до 2992. Кількість померлих зросла до 52.
21 червня зареєстровано 216 нових випадків хвороби та 76 одужань, загальна кількість випадків хвороби в країні зросла до 7492, кількість одужань зросла до 3068. Кількість померлих зросла до 54.
22 червня зареєстровано 185 нових випадків хвороби та 60 одужань, загальна кількість випадків зросла до 7677, кількість одужань зросла до 3128. Кількість померлих зросла до 56.
23 червня зареєстровано 227 нових випадків хвороби та 54 одужання, загальна кількість випадків хвороби зросла до 7904, а кількість одужань до 3182. Кількість померлих зросла до 58.
24 червня зареєстровано 260 нових випадків хвороби та 237 одужань, загальна кількість випадків зросла до 8164, а кількість одужань зросла до 3419.
25 червня зареєстровано 170 нових випадків хвороби та 68 одужань, загальна кількість випадків зросла до 8334, а кількість одужань зросла до 3487. Кількість померлих зросла до 60. Рада національної безпеки вирішила, що місцеві аіарейси будуть відновлені з 26 червня, а міжнародні рейси з 1 липня, сухопутні та морські кордони країни залишаться закритими.
26 червня зареєстровано 405 нових випадків та 100 одужань, загальна кількість випадків зросла до 8739, а кількість одужань зросла до 3587. Кількість померлих зросла до 64.
27 червня зареєстровано 205 нових випадків та 135 одужань, загальна кількість випадків зросла до 8944, кількість одужань зросла до 3722. Кількість померлих зросла до 66.
28 червня зареєстровано 157 нових випадків хвороби та 86 одужань, загальна кількість випадків зросла до 9101, загальна кількість одужань зросла до 3808.
29 червня зареєстровано 113 нових випадків хвороби та 188 одужань, загальна кількість випадків хвороби зросла до 9214, загальна кількість одужань зросла до 3996.
30 червня зареєстровано 285 нових випадків хвороби та 277 одужань, загальна кількість випадків хвороби зросла до 9499, загальна кількість одужань зросла до 4273. Кількість померлих зросла до 68. У країні було 5158 активних випадків хвороби, на 255 % більше, ніж на початку червня.

### Липень 2020 року
1 липня зареєстровано 203 нових випадки хвороби та 108 одужання, загальна кількість випадків хвороби зросла до 9702, а загальна кількість одужань до 4381. Більш ніж 3/5 випадків хвороби зареєстровані в чоловіків.
2 липня зареєстровано 290 нових випадків хвороби та 279 одужань, загальна кількість випадків хвороби зросла до 9992, а загальна кількість одужань до 4660.
3 липня зареєстровано 252 нових випадки хвороби та 66 одужань, загальна кількість випадків хвороби зросла до 10244, а загальна кількість одужань до 4726. Кількість померлих зросла до 70.
4 липня зареєстровано 218 нових випадків хвороби та 81 одужання, загальна кількість випадків хвороби зросла до 10462, а загальна кількість одужань до 4807. Кількість померлих зросла до 72.
5 липня зареєстровано 310 нових випадків хвороби та 260 одужань, загальна кількість випадків хвороби зросла до 10772, а загальна кількість одужань до 5067. Кількість померлих зросла до 74.
6 липня зареєстровано 194 нові випадки хвороби, загальна кількість випадків хвороби зросла до 10996. Кількість одужань зросла на 317 до 5384. Кількість померлих зросла до 75.
7 липня зареєстровано 228 нових випадків хвороби та 103 одужання, загальна кількість випадків зросла до 11194, загальна кількість одужань зросла до 5487. Кількість померлих зросла до 76.
8 липня зареєстровано 310 нових випадків хвороби та 84 одужання, загальна кількість випадків зросла до 11504, загальна кількість одужань до 5571. Кількість померлих зросла до 78.
9 липня зареєстровано 246 нових випадків хвороби та 181 одужання, загальна кількість випадків хвороби зросла до 11750, а загальна кількість одужань до 5752. Кількість померлих зросла до 79.
10 липня зареєстровано 302 нових випадки хвороби та 328 одужань, найбільша кількість одужань за добу на цей день. Загальна кількість випадків хвороби зросла до 12052, з них 6080 одужали. Кількість померлих зросла до 81. Міністр уряду з питань містобудування та міської інфраструктури Франсуа Амішія повідомив, що в нього підтверджено позитивний результат тесту на коронавірус.
11 липня зареєстровано 391 новий випадок хвороби, загальна кількість випадків хвороби зросла до 12443. Кількість одужань зросла на 277 до 6357. Кількість померлих зросла до 82. Повідомлено, що в голови сенату країни Жанно Ахуссу-Куадіо виявлено COVID-19 у Німеччині, куди він відбув на лікування 3 липня.
12 липня зареєстровано 323 нових випадки хвороби та 297 одужань, загальна кількість випадків хвороби зросла до 12766, а кількість одужань зросла до 6654. Кількість померлих зросла до 84.
13 липня зареєстровано 106 нових випадків, загальна кількість випадків хвороби зросла до 12872. Кількість одужань зросла на 156 до 6810. Рада національної безпеки вирішила скасувати з 15 липня всі обмеження на транспортне сполучення між Великим Абіджаном та рештою країни.
14 липня зареєстровано 165 нових випадків хвороби та 98 одужань, загальна кількість випадків хвороби зросла до 13037, а кількість одужань зросла до 6908. Кількість померлих зросла до 87.
15 липня зареєстровано 366 нових випадків хвороби та 238 одужань, загальна кількість випадків хвороби зросла до 13403, а кількість одужань до 7146. Майже три з п'яти випадків хвороби зареєстровано в чоловіків.
16 липня зареєстровано 151 новий випадок хвороби та 217 одужань, загальна кількість випадків хвороби зросла до 13554, а кількість одужань до 7363.
17 липня зареєстровано 142 нових випадки хвороби та 244 одужання, загальна кількість випадків хвороби зросла до 13696, а кількість одужань до 7607.
18 липня зареєстровано 216 нових випадків хвороби, 393 одужання та 4 смерті. Загальна кількість випадків хвороби зросла до 13912, кількість одужань зросла до 8000, а кількість померлих зросла до 91. Кількість одужань за добу була найвищою на цей день.
19 липня зареєстровано 207 нових випадків хвороби, загальну кількість випадків хвороби зросла до 14119. Кількість померлих зросла до 92. Кількість одужань зросла на 366 до 8366.
20 липня зареєстровано 193 нових випадків хвороби та 293 одужання, загальна кількість випадків зросла до 14312, з яких 8659 одужали.
21 липня зареєстровано 219 нових випадків хвороби, загальна кількість випадків зросла до 14531. Кількість померлих зросла до 93. Кількість одужань зросла на 198 до 8857.
22 липня зареєстровано 202 нових випадки хвороби, загальна кількість випадків зросла до 14733. Кількість одужань зросла на 138 до 8995.
23 липня зареєстровано 268 нових випадків хвороби, загальна кількість випадків зросла до 15001. Кількість одужань зросла на 287 до 9282.
24 липня зареєстровано 252 нових випадки хвороби, загальна кількість випадків хвороби зросла до 15253. Кількість одужань зросла на 217 до 9499. Кількість померлих зросла до 94.
25 липня зареєстровано 241 новий випадок хвороби та 381 одужання. Загальна кількість випадків хвороби зросла до 15494, з яких 9880 одужали.
26 липня було зареєстровано 102 нові випадки хвороби, загальна кількість випадків хвороби зросла до 15596. За добу одужали 298 хворих, загальна кількість одужань зросла до 10178. Кількість померлих зросла до 96.
27 липня зареєстровано 59 нових випадків хвороби, загальна кількість випадків зросла до 15655. Кількість одужань зросла на 183 до 10361.
28 липня зареєстровано 58 нових випадків хвороби та 176 випадків одужань. Загальна кількість випадків зросла до 15713, з яких 10537 одужали. Кількість померлих зросла до 98.
29 липня зареєстровано 100 нових випадків хвороби, загальна кількість випадків зросла до 15813. Одужали 256 хворих, загальна кількість одужалих пацієнтів зросла до 10793. Кількість померлих зросла до 99. Більшість випадків хвороби були чоловіками (58 %), та сконцентровані у Великому Абіджані (95 % випадків).
30 липня зареєстровано 165 нових випадків хвороби, загальна кількість випадків хвороби зросла до 15978. За добу одужали 367 хворих, загальна кількість одужань зросла до 11160. Кількість померлих зросла до 100. Надзвичайний стан у країні продовжено до кінця серпня, проте барам, нічним клубам, кінотеатрам та іншим розважальним центрам дозволено відновити роботу з 31 липня 2020 року з дотриманням вимог соціального дистанціювання.
31 липня було зареєстровано 69 нових випадків хвороби, загальна кількість випадків зросла до 16047. Одужали 268 хворих, загальна кількість одужань зросла до 11428. Кількість померлих зросла до 102. На кінець місяця в країні налічувалось 4517 активних випадків, кількість активних випадків зменшилась на 12 % порівняно з кінцем червня.

### Серпень 2020 року
1 серпня зареєстровано 62 нових випадки хвороби та 322 одужань, загальна кількість випадків зросла до 16109, а кількість одужань до 11750.
2 серпня зареєстровано 73 нових випадки хвороби та 51 одужання, загальну кількість випадків зросла до 16182, а кількість одужань до 11801.
3 серпня зареєстровано 38 нових випадків хвороби, загальна кількість випадків зросла до 16220. За добу одужали 86 хворих, загальна кількість одужань зросла до 11887.
4 серпня зареєстровано 73 нових випадки хвороби, загальна кількість випадків зросла до 16293. Кількість одужань зросла на 68 до 11955. Кількість померлих зросла до 103.
5 серпня зареєстровано 56 нових випадків хвороби, загальна кількість випадків хвороби зросла до 16349. Кількість одужань зросла на 236 до 12191.
6 серпня зареєстровано 98 нових випадків хвороби та 293 одужань, загальна кількість випадків зросла до 16447, загальна кількість одужань зросла до 12484.
7 серпня зареєстровано 77 нових випадків хвороби, загальна кількість випадків зросла до 16524. Кількість одужань зросла на 159 до 12802. Кількість померлих зросла до 104.
8 серпня зареєстровано 96 нових випадків хвороби, загальна кількість випадків зросла до 16620. Кількість одужань зросла на 91 до 12893.
9 серпня зареєстровано 95 нових випадків хвороби, загальна кількість випадків зросла до 16715, 33 хворих одужали. Кількість померлих зросла до 105.
10 серпня зареєстровано 83 нових випадків хвороби та 126 одужань, загальна кількість випадків зросла до 16798, а кількість одужань до 13052.
11 серпня зареєстровано 49 нових випадків хвороби та 269 одужань, загальна кількість випадків зросла до 16847, а кількість одужань пацієнтів до 13321. Більшість підтверджених випадків були чоловіками (58 %), тоді як жінки становили 42 % від усіх підтверджених випадків.
12 серпня зареєстровано 16 нових випадків хвороби та 108 одужань, загальна кількість випадків хвороби зросла до 16863, кількість одужань зросла до 13429. Кількість померлих зросла до 107.
13 серпня зареєстровано 26 нових випадків хвороби та 96 одужань, загальна кількість випадків хвороби зросла до 16889, а кількість одужань до 13522.
14 серпня зареєстровано 46 нових випадків хвороби та 196 одужань, загальна кількість випадків хвороби зросла до 16935, а кількість одужань до 13721. Кількість померлих зросла до 108.
15 серпня зареєстровано 63 нових випадки хвороби та 38 одужань, загальна кількість випадків хвороби зросла до 16993, а кількість одужань до 13759.
16 серпня зареєстровано 33 нових випадки хвороби та 188 одужань, загальну кількість випадків хвороби зросла до 17026, а кількість одужань до 13947. Кількість померлих зросла до 110.
17 серпня зареєстровано 76 нових випадків хвороби та 43 одужання, загальна кількість випадків хвороби зросла до 17107, а кількість одужань до 13990.
18 серпня зареєстровано 43 нових випадків хвороби та 193 одужання, загальна кількість випадків хвороби зросла до 17150, а кількість одужань до 14183.
19 серпня зареєстровано 82 нових випадки хвороби та 239 одужань, загальна кількість випадків хвороби зросла до 17232, а кількість одужань до 14422. Кількість померлих зросла до 111.
20 серпня зареєстровано 17 нових випадків хвороби, загальна кількість випадків хвороби зросла до 17249. Кількість одужань зросла на 189 до 14611. Кількість померлих зросла до 112.
21 серпня зареєстровано 61 новий випадок хвороби, загальна кількість випадків хвороби зросла до 17310. Кількість одужань зросла на 209 до 14820.
22 серпня зареєстровано 64 нових випадки хвороби, загальна кількість випадків хвороби зросла до 17374. Кількість одужань зросла на 286 до 15106. Кількість померлих зросла до 113.
23 серпня зареєстровано 97 нових випадків хвороби, загальна кількість випадків хвороби зросла до 17471. Кількість одужань зросла на 195 до 1151.
24 серпня зареєстровано 35 нових випадків хвороби та 332 одужання, загальна кількість випадків хвороби зросла до 17506, а кількість одужань до 15633. Кількість померлих зросла до 114.
25 серпня зареєстровано 56 нових випадків хвороби та 275 одужань, загальна кількість випадків хвороби зросла до 17562, а кількість одужань до 15908.
26 серпня зареєстровано 41 новий випадок хвороби та 33 одужання, загальна кількість випадків хвороби зросла до 17603, а кількість одужань зросла до 15941. Гендерний розподіл випадків хвороби складав 58 % чоловіків та 42 % жінок.
27 серпня зареєстровано 99 нових випадків хвороби та 198 одужань, загальна кількість випадків хвороби зросла до 17702, а кількість одужань до 16139. Кількість померлих зросла до 115.
28 серпня зареєстровано 95 нових випадків хвороби та 176 одужань, загальна кількість випадків хвороби зросла до 17797, а кількість одужань до 16315.
29 серпня зареєстровано 96 нових випадків хвороби та 125 одужань, загальна кількість випадків хвороби зросла до 17893, а кількість одужань до 16440.
30 серпня зареєстровано 55 нових випадків хвороби та 113 одужань, загальна кількість випадків хвороби зросла до 17948, а кількість одужань до 16553.
31 серпня зареєстровано 119 нових випадків хвороби та 146 одужань, загальна кількість випадків хвороби зросла до 18067, а кількість одужань до 16699. Кількість померлих зросла до 117. На кінець місяця в країні налічувалось 1251 активних випадків хвороби, зменшення на 72 % порівняно з кінцем липня.

### Вересень 2020 року
1 вересня зареєстровано 36 нових випадків хвороби та 115 одужань, загальна кількість випадків хвороби зросла до 18103, а кількість одужань до 16814.
2 вересня зареєстровано 58 нових випадків хвороби та 119 одужань, загальна кількість випадків хвороби зросла до 18161, а кількість одужань до 16933.
3 вересня зареєстровано 47 нових випадків хвороби та 112 одужань, загальна кількість випадків зросла до 18208, а кількість одужань до 17045. Кількість померлих зросла до 119.
4 вересня зареєстровано 61 новий випадок хвороби та 117 одужань, загальна кількість випадків хвороби зросла до 18269, а кількість одужань до 17162.
5 вересня зареєстровано 203 нових випадки хвороби та 161 одужань, загальна кількість випадків хвороби зросла до 18472, а кількість одужань до 17323.
6 вересня зареєстровано 116 нових випадків хвороби, загальна кількість випадків хвороби зросла до 18588. Кількість одужань зросла на 149 до 17472.
7 вересня зареєстровано 113 нових випадків хвороби, загальна кількість випадків зросла до 18701. Кількість одужань зросла на 127 до 17599.
8 вересня зареєстровано 77 нових випадків хвороби, загальна кількість випадків хвороби зросла до 18778 (58 % чоловіків, 42 % жінок). Кількість одужань зросла на 89 до 17688.
9 вересня зареєстровано 37 нових випадків хвороби, загальну кількість випадків зросла до 18815. Кількість одужань зросла на 82 до 17770.
10 вересня зареєстровано 54 нових випадки хвороби, загальна кількість випадків зросла до 18869. Кількість одужань зросла на 114 до 17884.
11 вересня зареєстровано 47 нових випадків хвороби, загальна кількість випадків зросла до 18916. Кількість одужань зросла на 76 до 17960.
12 вересня зареєстровано 71 новий випадок хвороби та 85 одужань, загальна кількість випадків хвороби зросла до 18987, а кількість одужань до 18045. Кількість померлих зросла до 120.
13 вересня зареєстровано 26 нових випадків хвороби та 67 одужань, загальна кількість випадків хвороби зросла до 19013, а кількість одужань до 18112.
14 вересня зареєстровано 53 нових випадків хвороби та 62 одужання, загальну кількість випадків хвороби зросла до 19066, а кількість одужань до 18174.
15 вересня зареєстровано 34 нових випадки хвороби та 54 одужання, загальна кількість випадків хвороби зросла до 19100, а кількість одужань до 18228.
16 вересня зареєстровано 32 нових випадки хвороби та 61 одужання, загальна кількість випадків хвороби зросла до 19132, а кількість одужань до 18289.
17 вересня зареєстровано 26 нових випадків хвороби та 41 одужання, загальна кількість випадків хвороби зросла до 19158, а кількість одужань до 18330.
18 вересня зареєстровано 42 нових випадки хвороби та 62 одужання, загальна кількість випадків хвороби зросла до 19200, а кількість одужань до 18392.
19 вересня зареєстровано 69 нових випадків хвороби та 68 одужань, загальна кількість випадків хвороби зросла до 19269, а кількість одужань до 18460.
20 вересня зареєстровано 51 новий випадок хвороби та 74 одужання, загальна кількість випадків хвороби зросла до 19320. Кількість одужань зросла до 18534.
21 вересня зареєстровано 7 нових випадків хвороби та 96 одужань, загальна кількість випадків зросла до 19327. Кількість одужань зросла до 18630.
22 вересня зареєстровано 16 нових випадків хвороби та 52 одужання, загальна кількість випадків зросла до 19343 (58 % чоловіків, 42 % жінок). Кількість одужань зросла до 18682.
23 вересня зареєстровано 87 нових випадків хвороби та 193 одужань, загальна кількість випадків хвороби зросла до 19430. Кількість одужань зросла до 18875.
24 вересня зареєстровано 71 новий випадок хвороби та 128 одужань, загальна кількість випадків зросла до 19501. Кількість одужань зросла до 19003.
25 вересня зареєстровано 55 нових випадків хвороби та 62 одужання, загальна кількість випадків зросла до 19556. Кількість одужань зросла до 19065.
26 вересня зареєстровано 44 нових випадки хвороби та 57 одужань, загальна кількість випадків зросла до 19600. Кількість одужань зросла до 19122.
27 вересня зареєстровано 29 нових випадків хвороби та 41 одужання, загальна кількість випадків хвороби зросла до 19629. Кількість одужань зросла до 19163.
28 вересня зареєстровано 12 нових випадків хвороби та 39 одужань, загальна кількість випадків хвороби зросла до 19641. Кількість одужань зросла до 19202.
29 вересня зареєстровано 28 нових випадків хвороби та 39 одужань, загальна кількість випадків зросла до 19669. Кількість одужань зросла до 19241.
30 вересня зареєстровано 55 нових випадків хвороби та 50 одужань, загальна кількість випадків хвороби зросла до 19724. Кількість одужань зросла до 19291. Кількість померлих залишилася незмінною на рівні 120. На кінець місяця в країні було 313 активних випадків, зареєстровано зменшення активних випадків на 75 % з кінця серпня.

### Жовтень 2020 року
1 жовтня зареєстровано 31 новий випадок хвороби та 29 одужань. Загальна кількість випадків зросла до 19755, кількість одужань зросла до 19320.
2 жовтня зареєстровано 38 нових випадків хвороби та 37 одужань. Загальна кількість випадків зросла до 19793, кількість одужань зросла до 19357.
3 жовтня зареєстровано 56 нових випадків хвороби та 64 одужання. Загальна кількість випадків зросла до 19849, кількість одужань зросла до 19421.
4 жовтня зареєстровано 33 нових випадки хвороби та 28 одужань. Загальна кількість випадків зросла до 19882, кількість одужань зросла до 19449.
5 жовтня зареєстровано 3 нових випадки хвороби та 41 одужання. Загальна кількість випадків зросла до 19885, загальна кількість одужань зросла до 19490.
6 жовтня зареєстровано 18 нових випадків хвороби та 49 одужань. Загальна кількість випадків зросла до 19903, загальна кількість одужань зросла до 19539.
7 жовтня зареєстровано 32 нових випадки хвороби та 11 одужань. Загальна кількість випадків зросла до 19935, загальна кількість одужань зросла до 19550.
8 жовтня зареєстровано 47 нових випадків хвороби та 76 одужань. Загальна кількість випадків зросла до 19982, загальна кількість одужань зросла до 19626. Зареєстровано перша смерть з 12 вересня, кількість померлих зросла до 121.
9 жовтня зареєстровано 54 нових випадки хвороби та 70 одужань, загальна кількість випадків зросла до 20036, а кількість одужань до 19696.
10 жовтня зареєстровано 92 нових випадки хвороби та 56 одужань, загальна кількість випадків хвороби зросла до 20128, а кількість одужань до 19752.
11 жовтня зареєстровано 26 нових випадків хвороби та 46 одужань, загальна кількість випадків хвороби зросла до 20154, а кількість одужань до 19798.
12 жовтня зареєстровано один новий випадок хвороби та 33 одужання, загальна кількість випадків зросла до 20155 (58,5 % чоловіків, 41,5 % жінок), а кількість одужань до 19831.
13 жовтня зареєстровано 28 нових випадків хвороби та 29 одужань, загальна кількість випадків хвороби зросла до 20183, а кількість одужань до 19860.
14 жовтня зареєстровано 34 нових випадки хвороби та 12 одужань, загальна кількість випадків зросла до 20217, а кількість одужань зросла до 19872.
15 жовтня зареєстровано 40 нових випадків хвороби та 26 одужань, загальна кількість випадків зросла до 20257, а кількість одужань до 19898.
16 жовтня зареєстровано 18 нових випадків та 55 одужань, загальна кількість випадків зросла 20275, а кількість одужань до 19953.
17 жовтня зареєстровано 26 нових випадків хвороби та 30 одужань, загальна кількість випадків хвороби зросла до 20301, а кількість одужань до 1998.
18 жовтня зареєстровано 22 нових випадки хвороби та 38 одужань, загальна кількість випадків хвороби зросла до 20323, а кількість одужань до 20021.
19 жовтня зареєстровано один новий випадок хвороби та 8 одужань, загальна кількість випадків зросла до 20324, кількість одужань зросла до 20029.
20 жовтня зареєстровано 18 нових випадків хвороби та 15 одужань, загальна кількість випадків хвороби зросла 20342, а кількість одужань до 20044.
21 жовтня зареєстровано 21 новий випадок хвороби та 26 одужань, загальна кількість випадків зросла до 20363, а кількість одужань до 20070.
22 жовтня зареєстровано 27 нових випадків хвороби та 18 одужань, загальна кількість випадків зросла до 20390, а кількість одужань до 20088.
23 жовтня зареєстровано 15 нових випадків хвороби та 12 одужань, загальна кількість випадків хвороби зросла до 20405, а кількість одужань до 20100.
24 жовтня зареєстровано 24 нових випадки хвороби та 37 одужань, загальна кількість випадків хвороби зросла до 20429, а кількість одужань до 20137.
25 жовтня зареєстровано 41 новий випадок хвороби та 29 одужань, загальна кількість випадків хвороби зросла до 20470, а кількість одужань до 20166. Кількість померлих зросла до 122.
26 жовтня зареєстровано 16 нових випадків хвороби та 46 одужань, загальна кількість випадків хвороби зросла до 20486, а кількість одужань до 20212. Кількість померлих зросла до 123.
27 жовтня зареєстровано 2 нових випадки хвороби та 17 одужань, загальна кількість випадків хвороби зросла до 20488, а кількість одужань до 20229. Кількість померлих зросла до 124.
28 жовтня зареєстровано 67 нових випадків хвороби та 12 одужань, загальна кількість випадків хвороби зросла до 20555, а кількість одужань до 20241. Офіційно повідомлено про померлих 26 та 27 жовтня.
29 жовтня зареєстровано 73 нових випадки хвороби та 69 одужань, загальна кількість випадків хвороби зросла до 20628, а кількість одужань до 20310.
30 жовтня зареєстровано 64 нових випадки хвороби та 39 одужань, загальна кількість випадків хвороби зросла до 20692, а кількість одужань до 20349. Кількість померлих зросла до 125.
31 жовтня зареєстровано 24 нових випадки хвороби та 16 одужань, загальна кількість випадків хвороби зросла до 20716, а кількість одужань до 20365. Кількість померлих зросла до 126. На кінець місяця а країні було 225 активних випадків хвороби.

### Листопад 2020 року
Шкільні осінні канікули подовжили з одного до двох тижнів, відновивши заняття 16 листопада.
2 листопада зареєстровано 37 нових випадків хвороби та 45 одужань, загальна кількість випадків хвороби зросла до 20753, а кількість одужань до 20410.
3 листопада зареєстровано 12 нових випадків хвороби та 17 одужань, загальна кількість випадків хвороби зросла до 20765, а кількість одужань до 20427.
4 листопада зареєстровано 13 нових випадків хвороби та 20 одужань, загальна кількість випадків зросла до 20778, а кількість одужань до 20447.
5 листопада зареєстровано 11 нових випадків хвороби та 19 одужань, загальна кількість випадків хвороби зросла до 20789, а кількість одужань до 20466.
6 листопада зареєстровано 12 нових випадків хвороби та 11 одужань, загальна кількість випадків хвороби зросла до 20801, а кількість одужань до 20477.
7 листопада зареєстровано 12 нових випадків хвороби та 12 одужань, загальна кількість випадків хвороби зросла до 20813, а кількість одужань до 20489.
8 листопада зареєстровано 19 нових випадків хвороби та 19 одужань, загальна кількість випадків зросла до 20832, а кількість одужань до 20508. Кількість померлих зросла до 127.
9 листопада зареєстровано 3 нових випадки хвороби та 8 одужань, загальна кількість випадків хвороби зросла до 20835 (58,5 % чоловіків, 41,5 % жінок), а кількість одужань до 20516.
10 листопада зареєстровано 12 нових випадків хвороби та 30 одужань, загальна кількість випадків хвороби зросла до 20847, а кількість одужань до 20546.
11 листопада зареєстровано 8 нових випадків хвороби та 26 одужань, загальна кількість випадків хвороби зросла до 20855, а кількість одужань до 20572. Кількість померлих зросла до 128.
12 листопада зареєстровано 27 нових випадків хвороби та 12 одужань, загальна кількість випадків хвороби зросла до 20882, а кількість одужань до 20584.
13 листопада зареєстровано 17 нових випадків хвороби та 15 одужань, загальна кількість випадків хвороби зросла до 20899, а кількість одужань до 20599.
14 листопада зареєстровано 46 нових випадків хвороби та 31 одужання, загальна кількість випадків хвороби зросла до 20945, а кількість одужань до 20630. Кількість померлих зросла до 129.
15 листопада зареєстровано 31 новий випадок хвороби та 17 одужань, загальна кількість випадків хвороби зросла до 20976, а кількість одужань до 20647.
16 листопада зареєстровано 12 нових випадків хвороби та 16 одужань, загальна кількість випадків хвороби зросла до 20988, а кількість одужань до 20663.
17 листопада зареєстровано 16 нових випадків хвороби та 12 одужань, загальна кількість випадків хвороби зросла до 21004, а кількість одужань до 20675.
18 листопада зареєстровано 41 новий випадок хвороби та 37 одужань, загальна кількість випадків хвороби зросла до 21045, а кількість одужань до 20712.
19 листопада зареєстровано 38 нових випадків хвороби та 17 одужань, загальна кількість випадків зросла до 21083, а кількість одужань до 20729.
20 листопада зареєстровано 16 нових випадків хвороби та 19 одужань, загальна кількість випадків зросла до 21099, а кількість одужань до 20748.
21 листопада зареєстровано 27 нових випадків хвороби та 29 одужань, загальна кількість випадків хвороби зросла до 21126, а кількість одужань до 20777.
22 листопада зареєстровано 12 нових випадків хвороби та 21 одужання, загальна кількість випадків зросла до 21138, а кількість одужань до 20798. Кількість померлих зросла до 131.
23 листопада зареєстровано 10 нових випадків хвороби та 21 одужання, загальна кількість випадків хвороби зросла до 21148, а кількість одужань до 20819.
24 листопада зареєстровано 8 нових випадків хвороби та 14 одужань, загальна кількість випадків хвороби зросла до 21156, а кількість одужань до 20833.
25 листопада зареєстровано 12 нових випадків хвороби та 10 одужань, загальна кількість випадків хвороби зросла до 21168, а кількість одужань до 20843.
26 листопада зареєстровано 31 новий випадок хвороби та 9 одужань, загальна кількість випадків хвороби зросла до 21199, а кількість одужань до 20852.
27 листопада зареєстровано 33 нових випадки хвороби та 21 одужання, загальна кількість випадків хвороби зросла до 21232, а кількість одужань до 20873.
28 листопада зареєстровано 29 нових випадків хвороби та 39 одужань, загальна кількість випадків хвороби зросла до 21261, а кількість одужань до 20912.
29 листопада зареєстровано 49 нових випадків хвороби та 35 одужань, загальна кількість випадків хвороби зросла до 21310, а кількість одужань до 20947.
30 листопада зареєстровано 21 новий випадок хвороби та 17 одужань, загальна кількість випадків хвороби зросла до 21331, а кількість одужань до 20964. Кількість померлих зросла до 132. На кінець місяця у країні було 235 активних випадків хвороби.

### Грудень 2020 року
1 грудня зареєстровано 3 нових випадки хвороби та 17 одужань, загальна кількість випадків хвороби зросла до 21334, а кількість одужань до 20981.
2 грудня зареєстровано 27 нових випадків хвороби та 29 одужань, загальна кількість випадків хвороби зросла до 21361, а кількість одужань до 21010.
3 грудня зареєстровано 28 нових випадків хвороби та 12 одужань, загальна кількість випадків хвороби зросла до 21389, а кількість одужань до 21022.
4 грудня зареєстровано 23 нових випадки хвороби та 32 одужання, загальна кількість випадків зросла до 21412, а кількість одужань до 21054.
5 грудня зареєстровано 29 нових випадків хвороби та 36 одужання, загальна кількість випадків хвороби зросла до 21441, а кількість одужань до 21090.
6 грудня зареєстровано 44 нових випадки хвороби та 19 одужань, загальна кількість випадків зросла до 21485, а кількість одужань до 21109.
7 грудня зареєстровано 22 нових випадки хвороби та 41 одужання, загальна кількість випадків зросла до 21507, а кількість одужань до 21150.
8 грудня зареєстровано 6 нових випадків хвороби та 11 одужань, загальну кількість випадків зросла до 21513, а кількість одужань до 21161.
9 грудня зареєстровано 34 нових випадки хвороби та 15 одужань, загальна кількість випадків хвороби зросла до 21547, а кількість одужань до 21176. Кількість померлих зросла до 133.
10 грудня зареєстровано 43 нових випадки хвороби та 27 одужань, загальна кількість випадків хвороби зросла до 21590, а кількість одужань до 21203.
11 грудня зареєстровано 28 нових випадків хвороби та 31 одужання, загальна кількість випадків зросла до 21618, а кількість одужань до 21234.
12 грудня зареєстровано 21 новий випадок хвороби та 27 одужань, загальна кількість випадків хвороби зросла до 21639, а кількість одужань до 21261.
13 грудня зареєстровано 41 новий випадок та 37 одужань, загальна кількість випадків хвороби зросла до 21680, а кількість одужань до 21298.
14 грудня зареєстровано 25 нових випадків хвороби та 20 одужання, загальна кількість випадків хвороби зросла до 21705, а кількість одужань до 21318.
15 грудня зареєстровано 12 нових випадків хвороби та 17 одужань, загальна кількість випадків хвороби зросла до 21717, а кількість одужань до 21335.
16 грудня зареєстровано 24 нових випадки та 29 одужань, загальна кількість випадків хвороби зросла до 21741, а кількість одужань до 21364.
17 грудня зареєстровано 31 новий випадок хвороби та 37 одужань, загальна кількість випадків хвороби зросла до 21772, а кількість одужань до 21401.
18 грудня зареєстровано 73 нових випадки та 19 одужань, загальна кількість випадків хвороби зросла до 21845, а кількість одужань до 21420.
19 грудня зареєстровано 45 нових випадків хвороби та 31 одужання, загальна кількість випадків хвороби зросла до 21890, а кількість одужань до 21451.
20 грудня зареєстровано 28 нових випадків хвороби та 27 одужань, загальна кількість випадків хвороби зросла до 21918, а кількість одужань до 21478.
21 грудня зареєстровано 14 нових випадків хвороби та 39 одужань, загальна кількість випадків хвороби зросла до 21932, а кількість одужань до 21517.
22 грудня зареєстровано 10 нових випадків хвороби та 19 одужань, загальна кількість випадків хвороби зросла до 21942, а кількість одужань до 21536.
23 грудня зареєстровано 42 нових випадки хвороби та 37 одужань, загальна кількість випадків хвороби зросла до 21984, а кількість одужань до 21573.
24 грудня зареєстровано 87 нових випадків хвороби та 56 одужань, загальна кількість випадків хвороби зросла до 22071, а кількість одужань до 21629.
25 грудня зареєстровано 10 нових випадків хвороби та 68 одужань, загальна кількість випадків хвороби зросла до 22081, а кількість одужань до 21697.
27 грудня зареєстровано 71 новий випадок хвороби та 55 одужань, загальна кількість випадків хвороби зросла до 22152, а кількість одужань до 21752. Кількість померлих зросла до 13.
28 грудня зареєстровано 24 нових випадки хвороби та 24 одужання, загальну кількість випадків хвороби зросла до 22176, а кількість одужань до 21776. Кількість померлих зросла до 137.
29 грудня зареєстровано 74 нових випадки хвороби та 96 одужань, загальна кількість випадків хвороби зросла до 22250, а кількість одужань до 21872.
30 грудня зареєстровано 116 нових випадків хвороби та 37 одужань, загальна кількість випадків хвороби зросла до 22366, а кількість одужань до 21909.
31 грудня зареєстровано 124 нових випадки хвороби та 25 одужань, загальна кількість випадків хвороби зросла до 22490, а кількість одужань до 21934. На кінець місяця в країні було 419 активних випадків хвороби.

### Січень 2021 року
1 січня в країні зареєстровано 73 нових випадки хвороби та 47 одужань, загальна кількість випадків хвороби зросла до 22563, а кількість одужань 21981. Кількість померлих зросла до 138.
2–3 січня в країні зареєстровано 85 нових випадків хвороби та 17 одужань, загальна кількість випадків хвороби зросла до 22648, а кількість одужань до 21998.
4 січня в країні зареєстровано 152 нові випадки хвороби та 116 одужань, загальна кількість випадків хвороби зросла до 22800, а кількість одужань до 22114.
5 січня в країні зареєстровано 55 нових випадків хвороби та 39 одужань, загальна кількість випадків хвороби зросла до 22855, а кількість одужань до 22153.
6 січня в країні зареєстровано 108 нових випадків хвороби та 59 одужань, загальна кількість випадків хвороби зросла до 22963, а кількість одужань до 22212. У рамках програми COVAX уряд країни замовив 200 тисяч доз вакцини «BioNTech»/«Pfizer» з наміром розпочати масову вакцинацію 15 лютого 2021 року.
7 січня в країні зареєстровано 210 нових випадків хвороби та 89 одужань, загальна кількість випадків хвороби зросла до 23173, а кількість одужань до 22301.
8 січня в країні зареєстровано 81 новий випадок хвороби і 24 одужань, загальна кількість випадків хвороби зросла до 23254, а кількість одужань до 22325. Кількість померлих зросла до 139.
9 січня в країні зареєстровано 228 нових випадків хвороби та 86 одужань, загальна кількість випадків хвороби зросла до 23482, а кількість одужань до 22411.
10 січня в країні зареєстровано 268 нових випадків хвороби та 159 одужань, загальна кількість випадків хвороби зросла до 23750, а кількість одужань до 22570.
11 січня в країні зареєстровано 144 нових випадки хвороби та 98 одужань, загальна кількість випадків хвороби зросла до 23894, а кількість одужань до 22668.
12 січня в країні зареєстровано 292 нових випадки хвороби та 72 одужання, загальна кількість випадків хвороби зросла до 24186, а кількість одужань до 22740. Кількість померлих зросла до 140.
13 січня в країні зареєстровано 183 нових випадки хвороби та 116 одужань, загальна кількість випадків хвороби зросла до 24369, а кількість одужань до 22856.
14 січня в країні зареєстровано 209 нових випадків хвороби та 108 одужань, загальна кількість випадків хвороби зросла до 24578, а кількість одужань до 22964.
15 січня в країні зареєстровано 278 нових випадків хвороби та 140 одужань, загальна кількість випадків хвороби зросла до 24856, а кількість одужань до 23104. Кількість померлих зросла до 141.
16 січня в країні зареєстровано 172 нових випадки хвороби та 97 одужань, загальна кількість випадків хвороби зросла до 25028, а кількість одужань до 23201.
17 січня в країні зареєстровано 213 нових випадків хвороби та 130 одужань, загальна кількість випадків хвороби зросла до 25241, а кількість одужань до 23331.
18 січня в країні зареєстровано 63 нові випадки хвороби та 196 одужань, загальна кількість випадків хвороби зросла до 25304, а кількість одужань до 23527. Кількість померлих зросла до 142.
19 січня в країні зареєстровано 79 нових випадків хвороби та 116 одужань, загальна кількість випадків хвороби зросла до 25383, а кількість одужань до 23643.
20 січня в країні зареєстровано 214 нових випадків хвороби та 224 одужання, загальна кількість випадків хвороби зросла до 25597, а кількість одужань до 23867.
21 січня в країні зареєстровано 154 нових випадки хвороби та 252 одужання, загальна кількість випадків хвороби зросла до 25751, а кількість одужань до 24119.
22 січня в країні зареєстровано 564 нових випадки хвороби, найбільша кількість випадків за один день, та 237 одужань. Загальна кількість випадків хвороби зросла до 26315, з яких 24356 одужали. Кількість померлих зросла до 143.
23 січня в країні зареєстровано 297 нових випадків хвороби та 239 одужань, загальна кількість випадків хвороби зросла до 26612, а кількість одужань до 24595. Кількість померлих зросла до 145.
24 січня в країні зареєстровано 238 нових випадків хвороби та 167 одужань, загальна кількість випадків хвороби зросла до 26850, а кількість одужань до 24762. Кількість померлих зросла до 146.
25 січня в країні зареєстровано 246 нових випадків хвороби та 238 одужань, загальна кількість випадків хвороби зросла до 27096, а кількість одужань до 25000.
26 січня в країні зареєстровано 141 новий випадок хвороби та 196 одужань, загальна кількість випадків зросла до 27237, а кількість одужань до 25196. Кількість померлих зросла до 147.
27 січня в країні зареєстровано 218 нових випадків хвороби та 192 одужання, загальна кількість випадків хвороби зросла до 27455, а кількість одужань до 25388. Кількість померлих зросла до 151.
28 січня в країні зареєстровано 239 нових випадків хвороби та 154 одужання, загальна кількість випадків хвороби зросла до 27694, а кількість одужань до 25542.
29 січня в країні зареєстровано 240 нових випадків хвороби та 128 одужань, загальна кількість випадків хвороби зросла до 27934, а кількість одужань до 25670. Кількість померлих зросла до 152.
30 січня в країні зареєстровано 244 нових випадки хвороби та 148 одужань, загальна кількість випадків хвороби зросла до 28178, а кількість одужань до 25818.
31 січня в країні зареєстровано 221 новий випадок хвороби та 189 одужань, загальна кількість випадків хвороби зросла до 28399, а кількість одужань до 26007. Кількість померлих зросла до 154. На кінець місяця в країні було 2238 активних випадків хвороби.

### Лютий 2021 року
1 лютого в країні зареєстровано 76 нових випадків хвороби та 488 одужань, загальна кількість випадків хвороби зросла до 28475, а кількість одужань до 26495. Кількість одужань за добу була найвищою на той день. Кількість померлих зросла до 156.
2 лютого в країні зареєстровано 132 нових випадки хвороби та 229 одужань, загальна кількість випадків хвороби зросла до 28607, а кількість одужань до 26724. Кількість померлих зросла до 158.
3 лютого в країні зареєстровано 132 нових випадки хвороби та 236 одужань, загальна кількість випадків хвороби зросла до 28739, а кількість одужань до 26960.
4 лютого в країні зареєстровано 363 нових випадки хвороби та 197 одужань, загальна кількість випадків хвороби зросла до 29102, а кількість одужань до 27157.
5 лютого зареєстровано 193 нових випадки хвороби та 108 одужань, загальна кількість випадків хвороби зросла до 29295, а кількість одужань до 27265. Кількість померлих зросла до 160.
6 лютого зареєстровано 272 нових випадки хвороби та 108 одужань, загальна кількість випадків хвороби зросла до 29567, а кількість одужань до 27373. Кількість померлих зросла до 162.
7 лютого зареєстровано 258 нових випадків хвороби та 208 одужань, загальна кількість випадків хвороби зросла до 29825, а кількість одужань до 27581.
8 лютого в країні зареєстровано 142 нових випадки хвороби та 205 одужань, загальна кількість випадків хвороби зросла до 29967, а кількість одужань до 27786. Кількість померлих зросла до 165.
9 лютого в країні зареєстровано 107 нових випадків хвороби та 238 одужань, загальна кількість випадків хвороби зросла до 30074, а кількість одужань до 28024.
10 лютого в країні зареєстровано 166 нових випадків хвороби та 296 одужань, загальна кількість випадків хвороби зросла до 30240, а кількість одужань до 28320. Кількість померлих зросла до 169.
11 лютого в країні зареєстровано 286 нових випадків хвороби та 416 одужань, загальна кількість випадків хвороби зросла до 30526, а кількість одужань до 28736. Кількість померлих зросла до 171.
12 лютого в країні зареєстровано 191 новий випадок хвороби та 178 одужань, загальна кількість випадків хвороби зросла до 30717, а кількість одужань до 28914. Кількість померлих зросла до 173.
13 лютого в країні зареєстровано 167 нових випадків хвороби та 148 одужань, загальна кількість випадків хвороби зросла до 30884, а кількість одужань до 29062.
14 лютого в країні зареєстровано 256 нових випадків хвороби та 276 одужань, загальна кількість випадків хвороби зросла до 31140, а кількість одужань до 29338. Кількість померлих зросла до 174.
15 лютого в країні зареєстровано 95 нових випадків хвороби та 108 одужань, загальна кількість випадків хвороби зросла до 31235, а кількість одужань до 29446. Кількість померлих зросла до 175.
16 лютого в країні зафіксовано 130 нових випадків хвороби та 157 одужань, загальна кількість випадків хвороби зросла до 31365, а кількість одужань до 29603. Кількість померлих зросла до 179.
17 лютого в країні зареєстровано 132 нових випадки хвороби та 138 одужань, загальна кількість випадків хвороби зросла до 31497, а кількість одужань до 29741. Кількість померлих зросла до 180.
18 лютого в країні зареєстровано 115 нових випадків хвороби та 196 одужань, загальна кількість випадків хвороби зросла до 31612, а кількість одужань до 29937. Кількість померлих зросла до 183.
19 лютого в країні зареєстровано 213 нових випадків хвороби та 119 одужань, загальна кількість випадків хвороби зросла до 31825, а кількість одужань до 30056. Кількість померлих зросла до 185.
20 лютого в країні зареєстровано 89 нових випадків хвороби та 187 одужань, загальна кількість випадків хвороби зросла до 31914, а кількість одужань до 30243.
21 лютого в країні зареєстровано 112 нових випадків хвороби та 346 одужань, загальна кількість випадків хвороби зросла до 32026, а кількість одужань до 30589. Кількість померлих зросла до 18.
22 лютого в країні зареєстровано 13 нових випадків хвороби та 179 одужань, загальна кількість випадків хвороби зросла до 32039, а кількість одужань до 30768. Кількість померлих зросла до 188.
23 лютого в країні зареєстровано 85 нових випадків хвороби та 328 одужань, загальна кількість випадків хвороби зросла до 32124, а кількість одужань до 31096.
24 лютого в країні зареєстровано 171 новий випадок хвороби та 128 одужань, загальна кількість випадків хвороби зросла до 32295, а кількість одужань до 31224.
25 лютого в країні зареєстровано 52 нових випадки хвороби та 91 одужання, загальна кількість випадків хвороби зросла до 32347, а кількість одужань до 31315. Кількість померлих зросла до 189.
26 лютого в країні зареєстровано 131 новий випадок хвороби та 116 одужань, загальна кількість випадків хвороби зросла до 32478, а кількість одужань до 31431. Кількість померлих зросла до 190.
27 лютого в країні зареєстровано 153 нові випадки хвороби та 85 одужань, загальна кількість випадків хвороби зросла до 32631, а кількість одужань до 31516. Кількість померлих зросла до 192.
28 лютого в країні зареєстровано 123 нові випадки хвороби та 108 одужань, загальна кількість випадків хвороби зросла до 32754, а кількість одужань до 31624. На кінець місяця в країні було 938 активних випадків хвороби.

### Березень 2021 року
1 березня 2021 року в країні розпочалася масова вакцинація, початково 504 тисячами доз вакцини AstraZeneca, отриманих через COVAX, та 50 тисячами доз, подарованими Індією. Того дня в країні зареєстровано 37 нових випадків хвороби та 88 одужань, загальна кількість випадків хвороби зросла до 32791, а кількість одужань до 31712. Кількість померлих зросла до 193.
2 березня в країні зареєстровано 138 нових випадків хвороби та 154 одужань, загальна кількість випадків хвороби зросла до 32929, а кількість одужань до 31866.
3 березня в країні зареєстровано 356 нових випадків хвороби та 171 одужання, загальна кількість випадків хвороби зросла до 33285, а кількість одужань до 32037. Кількість померлих зросла до 194.
4 березня в країні зареєстровано 691 новий випадок хвороби, найбільша кількість випадків за один день на той час, загальна кількість випадків хвороби зросла до 33976. Одужали 208 хворих, загальна кількість одужань зросла до 32245. Кількість померлих зросла до 196.
5 березня в країні зареєстровано 436 нових випадків хвороби та 109 одужань, загальна кількість випадків хвороби зросла до 34412, а кількість одужань до 32354. Кількість померлих зросла до 199.
6 березня в країні зареєстровано 523 нових випадки хвороби та 159 одужань, загальна кількість випадків хвороби зросла до 34935, а кількість одужань до 32513. Кількість померлих зросла до 200.
7 березня в країні зареєстровано 252 нових випадки хвороби та 195 одужань, загальна кількість випадків хвороби зросла до 35187, а кількість одужань до 32708. Кількість померлих зросла до 202.
8 березня в країні зареєстровано 144 нових випадки хвороби та 92 одужання, загальна кількість випадків хвороби зросла до 35331, а кількість одужань до 32800. Кількість померлих зросла до 204. З початку вакцинації 1 березня 2924 особи отримали своє перше щеплення.
9 березня в країні зареєстровано 146 нових випадків хвороби та 82 одужання, загальна кількість випадків хвороби зросла до 35477, а кількість одужань до 32882. Кількість померлих зросла до 206. З моменту розпочатої вакцинації 1 березня 4363 особи отримали своє перше щеплення.
10 березня в країні зареєстровано 551 новий випадок хвороби та 84 одужання, загальна кількість випадків хвороби зросла до 36028, а кількість одужань до 32966.
11 березня в країні зареєстровано 483 нові випадки хвороби та 162 одужання, загальна кількість випадків хвороби зросла до 36511, а кількість одужань до 33128. Кількість померлих зросла до 209.
12 березня в країні зареєстровано 313 нових випадків хвороби та 139 одужань, загальна кількість випадків хвороби зросла до 36824, а кількість одужань до 33267. Кількість померлих зросла до 211.
13 березня в країні зареєстровано 480 нових випадків хвороби та 336 одужань, загальна кількість випадків хвороби зросла до 37304, а кількість одужань до 33603.
14 березня в країні зареєстровано 349 нових випадків хвороби та 485 одужань, загальна кількість випадків хвороби зросла до 37653, а кількість одужань до 34088.
15 березня в країні зареєстровано 255 нових випадків хвороби та 528 одужань, загальна кількість випадків хвороби зросла до 37908, а кількість одужань до 34616. Кількість померлих зросла до 213.
16 березня в країні зареєстровано 212 нових випадків хвороби та 495 одужань, загальна кількість випадків хвороби зросла до 38120, а кількість одужань до 35111. Кількість померлих зросла до 214.
17 березня в країні зареєстровано 162 нових випадки хвороби та 376 одужань, загальна кількість випадків хвороби зросла до 38282, а кількість одужань до 35487.
18 березня в країні зареєстровано 641 новий випадок хвороби та 436 одужань, загальна кількість випадків хвороби зросла до 38923, а кількість одужань до 35923. Кількість померлих зросла до 215.
19 березня в країні зареєстровано 511 нових випадків хвороби та 229 одужань, загальна кількість випадків хвороби зросла до 39434, а кількість одужань до 36152. Кількість померлих зросла до 216. З моменту початку вакцинації 1 березня 24171 особа отримала перше щеплення.
20 березня в країні зареєстровано 479 нових випадків хвороби та 127 одужань, загальна кількість випадків хвороби зросла до 39913, а кількість одужань до 36279. Кількість померлих зросла до 217.
21 березня в країні зареєстровано 397 нових випадків хвороби та 116 одужань, загальна кількість випадків хвороби зросла до 40310, а кількість одужань до 36395. Кількість померлих зросла до 220. З моменту початку вакцинації 1 березня 24728 осіб отримали своє перше щеплення.
22 березня в країні зареєстровано 291 новий випадок хвороби та 107 одужань, загальна кількість випадків хвороби зросла до 40601, а кількість одужань до 36502. Кількість померлих зросла до 222. З моменту початку вакцинації 1 березня 26079 осіб отримали своє перше щеплення.
23 березня в країні зареєстровано 267 нових випадків хвороби та 442 одужань, загальна кількість випадків хвороби зросла до 40868, а кількість одужань до 36944. З моменту початку вакцинації 1 березня 27886 осіб отримали своє перше щеплення.
24 березня в країні зареєстровано 449 нових випадків хвороби та 376 одужань, загальна кількість випадків хвороби зросла до 41317, а кількість одужань до 37320. Кількість померлих зросла до 224. З моменту початку вакцинації 1 березня 29535 осіб отримали своє перше щеплення.
25 березня в країні зареєстровано 757 нових випадків хвороби, найбільша кількість випадків за добу на цей день, загальна кількість випадків хвороби зросла до 42074. Кількість одужань зросла на 477 до 37797. Кількість померлих зросла на 5 до 229, що стало найбільшою кількістю смертей за добу на цей день. З моменту початку вакцинації 1 березня 31104 особи отримали перше щеплення. Міністерство охорони здоров'я повідомило, що в країні зареєстровано варіант В.1.1.7, переважно в Абіджані та околицях.
26 березня в країні зареєстровано 394 нових випадки хвороби та 449 одужань, загальна кількість випадків хвороби зросла до 42468, а кількість одужань до 38246. З моменту початку вакцинації 1 березня 33395 осіб отримали свою перше щеплення.
27 березня в країні зареєстровано 393 нових випадки хвороби та 344 одужання, загальна кількість випадків хвороби зросла до 42861, а кількість одужань до 38590. Кількість померлих зросла до 232. З моменту початку вакцинації 1 березня 34388 осіб отримали перше щеплення.
28 березня в країні зареєстровано 319 нових випадків хвороби та 129 одужань, загальна кількість випадків хвороби зросла до 43180, а кількість одужань до 38719. Кількість померлих зросла до 237. 28 березня щеплення в країні не проводились.
29 березня в країні зареєстровано 242 нових випадки хвороби та 576 одужань, загальна кількість випадків хвороби зросла до 43422, а кількість одужань до 39295. Кількість померлих зросла до 239. З моменту початку вакцинації 1 березня 37367 осіб отримали перше щеплення.
30 березня в країні зареєстровано 120 нових випадків хвороби та 547 одужань, загальна кількість випадків хвороби зросла до 43542, а кількість одужань до 39842. Кількість померлих зросла до 242. З моменту початку вакцинації 1 березня 40153 особи отримали перше щеплення.
31 березня в країні зареєстровано 347 нових випадків хвороби та 412 одужань, загальна кількість випадків хвороби зросла до 43889, а кількість одужань до 40254. Кількість померлих зросла до 244. На кінець місяця в країні був 3391 активний випадок хвороби. 42725 осіб отримали перші щеплення в березні.

### Квітень 2021 року
1 квітня в країні зареєстровано 437 нових випадків хвороби та 539 одужань, загальна кількість випадків хвороби зросла до 44326, а кількість одужань до 40793. Кількість померлих зросла до 247. З моменту початку вакцинації 1 березня 45247 осіб отримали перше щеплення, а 72 отримали два щеплення.
2 квітня в країні зареєстровано 119 нових випадків хвороби та 488 одужань, загальна кількість випадків хвороби зросла до 44445, а кількість одужань до 41281. Кількість померлих зросла до 250.
3 квітня в країні зареєстровано 173 нових випадки хвороби та 406 одужань, загальна кількість випадків хвороби зросла до 44618, а кількість одужань до 41687. Кількість померлих зросла до 252. З моменту початку вакцинації 1 березня 49498 осіб отримали перше щеплення.
4 квітня в країні зареєстровано 131 новий випадок хвороби та 384 одужання, загальна кількість випадків хвороби зросла до 44749, а кількість одужань до 42071. Кількість померлих зросла до 255.
5 квітня в країні зареєстровано 92 нових випадки хвороби та 367 одужання, загальна кількість випадків хвороби зросла до 44841, а кількість одужань до 42438. Кількість померлих зросла до 256.
6 квітня в країні зареєстровано 13 нових випадків хвороби та 692 одужання, загальна кількість випадків хвороби зросла до 44854, а кількість одужань до 43130. З моменту початку вакцинації 1 березня 53071 особа отримала перше щеплення.
7 квітня в країні зареєстровано 26 нових випадків хвороби та 316 одужань, загальна кількість випадків хвороби зросла до 44880, а кількість одужань до 43446. Кількість померлих зросла до 257. З моменту початку вакцинації 1 березня 56082 особи отримали перше щеплення.
8 квітня в країні зареєстровано 95 нових випадків хвороби та 312 одужань, загальна кількість випадків хвороби зросла до 44975, а кількість одужань до 43758. Кількість померлих зросла до 258. З моменту початку вакцинації 1 березня 60823 особи отримали перше щеплення.
9 квітня в країні зареєстровано 114 нових випадків хвороби та 439 одужання, загальна кількість випадків хвороби зросла до 45089, а кількість одужань до 44197. Кількість померлих зросла до 260.
10 квітня в країні зареєстровано 56 нових випадків хвороби та 276 одужань, загальна кількість випадків хвороби зросла до 45145, а кількість одужань до 44473. Кількість померлих зросла до 261. З моменту початку вакцинації 1 березня 68843 особи отримали перше щеплення.
11 квітня в країні зареєстровано 61 новий випадок хвороби та 156 одужань, загальна кількість випадків хвороби зросла до 45206, а кількість одужань до 44629. Кількість померлих зросла до 263.
12 квітня в країні зареєстровано 21 новий випадок та 54 одужань, загальна кількість випадків хвороби зросла до 45227, а кількість одужань до 44683. Кількість померлих зросла до 268. З моменту початку вакцинації 1 березня 76710 осіб отримали перше щеплення.
13 квітня в країні зареєстровано 38 нових випадків хвороби та 88 одужань, загальна кількість випадків хвороби зросла до 45265, а кількість одужань до 44771. Кількість померлих зросла до 269. З моменту початку вакцинації 1 березня 83425 осіб отримали перше щеплення.
14 квітня в країні зареєстровано 123 нових випадки хвороби та 62 одужання, загальна кількість випадків хвороби зросла до 45388, а кількість одужань до 44833. Кількість померлих зросла до 271.
15 квітня в країні зареєстровано 56 нових випадків хвороби та 92 одужання, загальна кількість випадків хвороби зросла до 45444, а кількість одужань до 44925. Кількість померлих зросла до 273. З моменту початку вакцинації 1 березня 91901 особа отримала перше щеплення.
16 квітня в країні зафіксовано 30 нових випадків хвороби та 68 одужань, загальна кількість випадків хвороби зросла до 45474, а кількість одужань до 44993. Кількість померлих зросла до 274. З моменту початку вакцинації 1 березня 93540 осіб отримали перше щеплення.
17 квітня в країні зареєстровано 45 нових випадків хвороби та 71 одужання, загальна кількість випадків хвороби зросла до 45519, а кількість одужань до 45064. З моменту початку вакцинації 1 березня 94818 осіб отримали перше щеплення.
18 квітня в країні зареєстровано 41 новий випадок хвороби та 65 одужань, загальна кількість випадків хвороби зросла до 45560, а кількість одужань до 45129. 18 квітня щеплення не проводились.
19 квітня в країні зареєстровано 10 нових випадків хвороби та 32 одужання, загальна кількість випадків хвороби зросла до 45570, а кількість одужань до 45161.
20 квітня в країні зареєстровано 44 нових випадки хвороби та 38 одужань, загальна кількість випадків хвороби зросла до 45614, а кількість одужань до 45199. Кількість померлих зросла до 275. З початку вакцинації 1 березня 105110 осіб отримали перше щеплення.>
21 квітня в країні зареєстровано 83 нових випадків хвороби і 28 одужання, загальна кількість випадків хвороби зросла до 45697, а кількість одужань до 45227. Кількість померлих зросла до 277. З початку вакцинації 1 березня 109077 осіб отримали перше щеплення.
22 квітня в країні зареєстровано 18 нових випадків хвороби та 56 одужань, загальна кількість випадків хвороби зросла до 45715, а кількість одужань до 45283.
23 квітня в країні зареєстровано 50 нових випадків хвороби та 28 одужань, загальна кількість випадків хвороби зросла до 45765, а кількість одужань до 45311. Кількість померлих зросла до 279. З моменту початку вакцинації 1 березня 117227 осіб отримали перше щеплення.
24 квітня в країні зареєстровано 55 нових випадків хвороби та 32 одужання, загальна кількість випадків хвороби зросла до 45820, а кількість одужань до 45343. Кількість померлих зросла до 281.
25 квітня в країні зареєстровано 32 нових випадки хвороби та 31 одужання, загальна кількість випадків хвороби зросла до 45852, а кількість одужань до 45374. Кількість померлих зросла до 282. З моменту початку вакцинації 1 березня 119663 особи отримали перше щеплення.
26 квітня в країні зареєстровано 11 нових випадків хвороби та 39 одужань, загальна кількість випадків хвороби зросла до 45863, а кількість одужань до 45413. Кількість померлих зросла до 283. З моменту початку вакцинації 1 березня 125958 осіб отримали перше щеплення.
27 квітня в країні зареєстровано 22 нових випадки хвороби та 38 одужань, загальна кількість випадків хвороби зросла до 45885, а кількість одужань до 45451. Кількість померлих зросла до 285.
28 квітня в країні зареєстровано 58 нових випадків хвороби та 18 одужань, загальна кількість випадків хвороби зросла до 45943, а кількість одужань до 45469. Кількість померлих зросла до 286. З моменту початку вакцинації 1 березня 140270 осіб отримали перше щеплення.
29 квітня в країні зареєстровано 55 нових випадків хвороби та 29 одужань, загальна кількість випадків хвороби зросла до 45998, а кількість одужань до 45498. З моменту початку вакцинації 1 березня 149037 осіб отримали перше щеплення.
30 квітня в країні зареєстровано 38 нових випадків хвороби та 28 одужань, загальна кількість випадків хвороби зросла до 46036, а кількість одужань до 45526. На кінець місяця в країні було 224 активні випадки хвороби. 116256 осіб отримали перше щеплення у квітні.

### Травень 2021 року
1 травня в країні зареєстровано 78 нових випадків хвороби та 56 одужань, загальна кількість випадків хвороби зросла до 46114, а кількість одужань до 45582. З моменту початку вакцинації 1 березня 163176 осіб отримали перше щеплення.
2 травня в країні зареєстровано 36 нових випадків хвороби та 62 одужання, загальна кількість випадків хвороби зросла до 46150, а кількість одужань до 45644. Кількість померлих зросла до 287.
3 травня в країні зареєстровано 4 нових випадки хвороби та 18 одужань, загальна кількість випадків хвороби зросла до 46154, а кількість одужань до 45662. З моменту початку вакцинації 1 березня 183301 особа отримала перше щеплення.
4 травня в країні зареєстровано 19 нових випадків хвороби та 32 одужання, загальна кількість випадків хвороби зросла до 46173, а кількість одужань до 45694. Кількість померлих зросла до 291. З моменту початку вакцинації 1 березня 197492 особи отримали перше щеплення.
5 травня в країні зареєстровано 58 нових випадків хвороби та 39 одужань, загальна кількість випадків хвороби зросла до 46231, а кількість одужань до 45733. З моменту початку вакцинації 1 березня 215010 осіб отримали перше щеплення.
6 травня в країні зареєстровано 84 нових випадки хвороби та 31 одужання, загальна кількість випадків хвороби зросла до 46315, а кількість одужань до 45764. З моменту початку вакцинації 1 березня 235747 осіб отримали перше щеплення.
7 травня в країні зареєстровано 29 нових випадків хвороби та 26 одужань, загальна кількість випадків хвороби зросла до 46344, а кількість одужань до 45790.
8 травня в країні зареєстровано 41 новий випадок хвороби та 21 одужання, загальна кількість випадків хвороби зросла до 46385, а кількість одужань до 45811. З моменту початку вакцинації 1 березня 262639 осіб отримали перше щеплення.
9 травня в країні зареєстровано 57 нових випадків хвороби та 36 одужань, загальна кількість випадків хвороби зросла до 46442, а кількість одужань до 45847. З моменту початку вакцинації 1 березня 267032 особи отримали перше щеплення.
10 травня в країні зареєстровано один новий випадок хвороби та 27 одужань, загальна кількість випадків хвороби зросла до 46443, а кількість одужань до 45874. З моменту початку вакцинації 1 березня 280799 осіб отримали перше щеплення.
11 травня в країні зареєстровано 41 новий випадок хвороби та 36 одужань, загальна кількість випадків хвороби зросла до 46484, а кількість одужань до 45910. Кількість померлих зросла до 292. З моменту початку вакцинації 1 березня 292537 осіб отримали перше щеплення.
12 травня в країні зареєстровано 32 нових випадки хвороби та 32 одужання, загальна кількість випадків хвороби зросла до 46516, а кількість одужань до 45942. З моменту початку вакцинації 1 березня 295309 осіб отримали перше щеплення.
13 травня в країні зареєстровано 4 нових випадки хвороби та 35 одужань, загальна кількість випадків хвороби зросла до 46520, а кількість одужань до 45977. Кількість померлих зросла до 294. З моменту початку вакцинації 1 березня 301497 осіб отримали перше щеплення.
14 травня в країні зареєстровано 15 нових випадків хвороби та 29 одужань, загальна кількість випадків хвороби зросла до 46535, а кількість одужань до 46006. Кількість померлих зросла до 295. З моменту початку вакцинації 1 березня 321020 осіб отримали перше щеплення.
15 травня в країні зареєстровано 84 нових випадки хвороби та 25 одужань, загальна кількість випадків хвороби зросла до 46619, а кількість одужань до 46031. Кількість померлих зросла до 297. З моменту початку вакцинації 1 березня 333793 особи отримали перше щеплення.
16 травня в країні зареєстровано 37 нових випадків хвороби та 48 одужань, загальна кількість випадків хвороби зросла до 46656, а кількість одужань до 46079. Кількість померлих зросла до 298. З моменту початку вакцинації 1 березня 340049 осіб отримали перше щеплення.
17 травня в країні зареєстровано 5 нових випадків хвороби та 36 одужань, загальна кількість випадків хвороби зросла до 46661, а кількість одужань до 46115. З моменту початку вакцинації 1 березня 366285 осіб отримали перше щеплення.
18 травня в країні зареєстровано 47 нових випадків хвороби та 61 одужання, загальна кількість випадків хвороби зросла до 46708, а кількість одужань до 46176. З моменту початку вакцинації 1 березня 391085 осіб отримали перше щеплення.
19 травня в країні зареєстровано 69 нових випадків хвороби та 41 одужання, загальна кількість випадків хвороби зросла до 46777, а кількість одужань до 46217. З моменту початку вакцинації 1 березня 418455 осіб отримали перше щеплення.
20 травня в країні зареєстровано 57 нових випадків хвороби та 26 одужань, загальна кількість випадків хвороби зросла до 46834, а кількість одужань до 46243. З моменту початку вакцинації 1 березня 447449 осіб отримали перше щеплення.
21 травня в країні зареєстровано 40 нових випадків хвороби та 39 одужань, загальна кількість випадків хвороби зросла до 46874, а кількість одужань до 46282. З моменту початку вакцинації 1 березня 473098 осіб отримали перше щеплення.
22 травня в країні зареєстровано 68 нових випадків хвороби та 64 одужання, загальна кількість випадків зросла до 46942, а кількість одужань до 46346. З моменту початку вакцинації 1 березня 486231 особа отримала перше щеплення.
23 травня в країні зареєстровано 64 нові випадки хвороби та 18 одужань, загальна кількість випадків хвороби зросла до 47007, а кількість одужань до 46364. З моменту початку вакцинації 1 березня 491146 осіб отримали перше щеплення.
24 травня в країні зареєстровано 27 нових випадків хвороби та 78 одужань, загальна кількість випадків хвороби зросла до 47033, а кількість одужань до 46442. З моменту початку вакцинації 1 березня 496319 осіб отримали перше щеплення.
25 травня в країні зареєстровано 3 нових випадки хвороби та 34 одужання, загальна кількість випадків хвороби в країні зросла до 47036, а кількість одужань до 46476. З моменту початку вакцинації 1 березня було проведено 517199 щеплень та понад 56 тисяч осіб отримали дві дози вакцини.
26 травня в країні зареєстровано 49 нових випадків хвороби та 28 одужань, загальна кількість випадків хвороби зросла до 47085, а кількість одужань до 46504. Кількість померлих зросла до 301. З моменту початку вакцинації 1 березня проведено щеплення 528084 особам.
27 травня в країні зареєстровано 61 новий випадок хвороби та 40 одужань, загальна кількість випадків хвороби зросла до 47146, а кількість одужань до 46544. З моменту початку вакцинації 1 березня було проведено 535748 щеплень.
28 травня в країні зареєстровано 49 нових випадків хвороби та 47 одужань, загальна кількість випадків хвороби зросла до 47195, а кількість одужань до 46591. З моменту початку вакцинації 1 березня 540245 осіб отримали перше щеплення.
29 травня в країні зареєстровано 38 нових випадків хвороби та 51 одужання, загальна кількість випадків зросла до 47233, а кількість одужань до 46642. Кількість померлих зросла до 303.
30 травня в країні зареєстровано 49 нових випадків хвороби та 34 одужання, загальна кількість випадків хвороби зросла до 47282, а кількість одужань до 46676. З моменту початку вакцинації 1 березня було проведено 541449 щеплень. Кот-д'Івуар отримав 100 тисяч доз вакцини «AstraZeneca» від Нігеру, з урахуванням того, що Кот-д'Івуар поверне ці 100 тисяч доз пізніше.
31 травня в країні зареєстровано 10 нових випадків хвороби та 26 одужань, загальна кількість випадків хвороби зросла до 47292, а кількість одужань до 46702. Кількість померлих зросла до 305. На кінець місяця в країні було 285 активних випадків хвороби. З моменту початку вакцинації 1 березня було проведено 543663 щеплення, з яких лише у травні 384682.

### Червень 2021 року
1 червня в країні зареєстровано 27 нових випадків хвороби та 56 одужань, загальна кількість випадків хвороби зросла до 47319, а кількість одужань до 46758. Кількість померлих зросла до 306. З початку вакцинації введено 555472 дози вакцини.
2 червня в країні зареєстровано 37 нових випадків хвороби та 46 одужань, загальна кількість випадків хвороби зросла до 47356, а кількість одужань до 46804. З початку вакцинації введено 567488 доз вакцини.
3 червня в країні зареєстровано 33 нових випадки хвороби та 43 одужання, загальна кількість випадків хвороби зросла до 47389, а кількість одужань до 46847. З початку вакцинації введено 579715 доз вакцини.
4 червня в країні зареєстровано 46 нових випадків хвороби та 68 одужань, загальна кількість випадків хвороби зросла до 47435, а кількість одужань до 46915. З початку вакцинації введено 593683 доз вакцини.
5 червня в країні зареєстровано 41 новий випадок хвороби та 26 одужань, загальна кількість випадків хвороби зросла до 47476, а кількість одужань до 46941.
6 червня в країні зареєстровано 14 нових випадків хвороби та 28 одужань, загальна кількість випадків хвороби зросла до 47490, а кількість одужань до 46969. З початку вакцинації введено 606907 доз вакцини.
7 червня в країні зареєстровано 3 нових випадки хвороби та 20 одужань, загальна кількість випадків хвороби зросла до 47493, а кількість одужань до 46989. З початку вакцинації було введено 625780 доз вакцини.
8 червня в країні зареєстровано 18 нових випадків хвороби та 48 одужань, загальна кількість випадків хвороби зросла до 47511, а кількість одужань до 47037. З початку вакцинації було введено 644253 дози вакцини.
9 червня в країні зареєстровано 36 нових випадків хвороби та 24 одужання, загальна кількість випадків хвороби зросла до 47547, а кількість одужань до 47061. З початку вакцинації було введено 662848 доз вакцини.
10 червня в країні зареєстровано 58 нових випадків хвороби та 31 одужання, загальна кількість випадків хвороби зросла до 47605, а кількість одужань до 47092. З початку вакцинації було введено 675294 дози вакцини.
11 червня в країні зареєстровано 33 нових випадки хвороби та 43 одужання, загальна кількість випадків хвороби зросла до 47638, а кількість одужань до 47135. З початку вакцинації було введено 686626 доз вакцини.
12 червня в країні зареєстровано 24 нових випадки хвороби та 43 одужання, загальна кількість випадків хвороби зросла до 47662, а кількість одужань до 47178. З початку вакцинації було введено 692523 дози вакцини.
13 червня в країні зареєстровано 40 нових випадків хвороби та 36 одужань, загальна кількість випадків хвороби зросла до 47702, а кількість одужань до 47214. Кількість введених доз вакцини з початку проведення щеплень зросла до 694950.
14 червня в країні зареєстровано 58 нових випадків хвороби та 25 одужань, загальна кількість випадків хвороби зросла до 47760, а кількість одужань до 47239. Кількість введених доз вакцини з початку проведення щеплень зросла до 705051.
15 червня в країні зареєстровано 149 нових випадків хвороби та 27 одужань, загальна кількість випадків хвороби зросла до 47909, а кількість одужань до 47266. Кількість введених доз вакцини з початку проведення щеплень зросла до 712777.
16 червня в країні зареєстровано 24 нових випадки хвороби та 56 одужань, загальна кількість випадків хвороби зросла до 47933, а кількість одужань до 47322. Кількість введених доз з початку проведення щеплень зросла до 718197.
17 червня в країні зареєстровано 40 нових випадків хвороби і 24 одужання, загальна кількість випадків хвороби зросла до 47973, а кількість одужань до 47346.

### До кінця 2021 року
Моделювання на основі моделі для Кот-д'Івуару вказує на 95 % довірчий інтервал для змінного в часі числа відтворення Rt вище 1 протягом другої половини 2021 року.
У 2021 році було зареєстровано 48514 випадків хвороби, 40064 одужання та 577 смертей. На кінець року було 71004 підтверджених випадків хвороби, 61998 одужань та 714 смертей. До кінця 2021 року 20 % цільового населення були повністю вакциновані проти COVID-19.
Моделювання, проведене Регіональним бюро ВООЗ для Африки, свідчило про те, що через недостатнє звітування справжня загальна кількість інфікувань до кінця 2021 року становила близько 11,8 мільйонів, тоді як справжня кількість смертей від COVID-19 становила близько 4953.

### 2022 рік
Наявність варіанту Омікрон у Кот-д'Івуарі підтвердили 4 січня.
У 2022 році було 16937 підтверджених випадків, 25101 одужань і 117 смертей. До кінця року було 87941 підтверджених випадків, 87099 одужаньли і 831 смерть.